# Prisoner of War Medal
La Prisoner of War Medal (en français : Médaille de Prisonnier de Guerre), en abrégé POWM est une décoration militaire des Forces armées des États-Unis qui a été autorisé par le Congrès des États-Unis et signé en loi par le président Ronald Reagan le 8 novembre 1985.
La citation du United States Code (code de loi) pour le statut de la Prisoner of War Medal est le 10 U.S.C. § 1128.

## Conditions d'obtention
La Prisoner of War Medal peut être attribuée à toute personne civile ou militaire qui a été prisonnier de guerre après le 5 avril 1917 (la date d'entrée des États-Unis dans la Première Guerre mondiale étant le 6 avril 1917).

Elle est attribuée à toute personne qui a été fait prisonnier ou capturée au cours d'un engagement dans une action contre un ennemi des États-Unis; dans une opération militaire au cours d'un conflit avec une force armée opposante ou en servant une force amie engagée dans un conflit armé contre force armée opposante dans laquelle les États-Unis ne sont pas belligérants. Les otages de terroristes, et les personnes détenues par un gouvernement avec lequel les États-Unis ne sont pas engagés activement dans un conflit armé ne sont pas éligible de cette médaille.

Le comportement de la personne, en captivité, doit avoir été honorable. Cette médaille peut être décernée à titre posthume au parent survivant du bénéficiaire.
La Prisoner of War Medal ne peut être attribuée qu'une seule fois. Si les circonstances pour l'attribution de cette médaille arrivent à une personne déjà récipiendiare, des service stars (étoiles de service) sont attribuées et portées sur la suspension de la médaille et sur le ruban de service.

## Conception
La médaille a été conçue par Jay C. Morris de l'United States Army Institute of Heraldry.

## Récipiendaires notables
- Pappy Boyington
- Lloyd Bucher
- Rhonda Cornum
- Bud Day
- Dieter Dengler
- Jeremiah Denton
- Sam Johnson
- Shoshana Johnson
- George Juskalian
- Emil Kapaun
- Jessica Lynch
- John McCain
- Lori Piestewa
- James Stockdale
- Louis Zamperini